# Home de Lantian
L'home de Lantian (Xinès simplificat: 蓝田人; Xinès tradicional: 藍田人; pinyin: "Lántián rén"), anteriorment Sinanthropus lantianensis (actualment Homo erectus lantianensis) és una subespècie d'Homo erectus. El seu descobriment, el 1963, fou descrit per primer cop per J. K. Woo l'any següent.
Restes de l'home de Lantian foren trobades a Lantian (Xinès simplificat: 蓝田县; pinyin: "Lántián Xiàn"), a la província de Shaanxi, al nord-oest de la Xina, aproximadament a 50 km al sud-est de la ciutat de Xi'an. Poc després del descobriment del primer os (una mandíbula) d'un ésser humà de Lantian a Chenjiawo (Xinès simplificat: 陈家窝), es trobaren a Gongwangling (Xinès simplificat: 公王岭), un crani amb els ossos del nas, un maxil·lar dret i tres dents d'un altre espècimen d'humà de Lantian.
S'estima que la capacitat cranial havia de ser d'uns 780 cm³, similar a la de l'home de Java, un contemporani seu.
L'humà de Lantian és més antic que el més conegut humà de Pequín, però possiblement més jove que l'humà de Yuanmou, el qual, d'acord amb algunes estimacions, podia haver viscut fa 1,7 milions d'anys al que actualment és la Xina.
Es creu que els fòssils trobats corresponen a dues dones que visqueren fa entre 530.000 i 1 milió d'anys, i la segona n'és uns 400.000 anys més antiga. L'humà de Lantian trobat a Gongwangling representa el fòssil més antic mai trobat d′Homo erectus al nord d'Àsia. Els científics classifiquen l'ésser humà de Lantian com una subespècie d'Homo erectus. Els fòssils trobats es poden veure exposats al Shaanxi History Museum, de Xi'an, Xina.
En el mateix estrat i propers als fòssils de l'ésser humà de Lantian, es trobaren fòssils d'animals i artefactes de pedra, com són còdols treballats i escates. La presència d'aquests artefactes de pedra, així com de cendres, suggereix que l'ésser humà de Lantian feia servir eines i coneixia el foc.

## Galeria d'imatges
- (xinès) Institute of Vertebrate Paleontology and Paleoanthropology (IVPP), Beijing, Xina.